# Nárciszmező (Szentegyháza)
A Nárciszmező Szentegyháza déli részén, a Pokol-láz nevű területen található.

## Leírása
Románia egyik legnagyobb nárciszmezeje 5 hektár kiterjedésű védett területen fekszik. A jellegzetes, csillag alakú virágja alapján könnyen felismerhető nárcisz itt négyzetméterenként 180-200 példányszámban is előfordulhat. A növény április végén, május elején virágzik. 1976 óta minden évben, május végén nárciszfesztivált szerveznek a helyiek, melyet hagyományőrző, kulturális programokkal tesznek színesebbé.
A védettséget élvező területen továbbra is előfordul állatlegeltetés, kaszálás. A káros emberi tevékenységek valamint a védett növény mértéktelen gyűjtése miatt egyre fogy a terület és a példányszám is.
A terület a nárciszon kívül számos más, ritka növény- és állatfaj élőhelye is. Megtalálható itt a Boldogasszony papucsa, a szibériai nőszirom, az európai zergeboglár. A vizenyős területen kisebb tavak alakultak ki, mint az Ördögtó, Molytó, melyekben a tarajosgőte, pettyes gőte, erdei béka, mocsári béka, barna varangy, sárgahasú unka él.